# Coptosia albovittigera
Coptosia albovittigera là một loài bọ cánh cứng trong họ Cerambycidae.